# Ceroplastes variegatus
Ceroplastes variegatus är en insektsart som beskrevs av Hempel 1900. Ceroplastes variegatus ingår i släktet Ceroplastes och familjen skålsköldlöss. Inga underarter finns listade i Catalogue of Life.